# 第1上野トンネル
第1上野トンネル（だい1うえのトンネル）は、東北新幹線東京駅 - 上野駅間にある全長1,133メートルの複線鉄道トンネルである。資料によっては上野第1トンネルと表記されていることもある。
トンネルの出口はそのまま地下の上野駅（全長834メートル）につながっており、その先は全長1,495メートルの第2上野トンネルになっている。このことから全体を合わせて全長3,462メートルの上野トンネルと呼ぶこともある。このトンネルの完成をもって、東北新幹線が東京駅に乗り入れ出来るようになった。
建設中の1990年（平成2年）1月22日には、御徒町駅付近の春日通り（都道453号線）下を工事中に道路を陥没させる「御徒町トンネル陥没事故」を起こしている。

## 建設の背景
1971年（昭和46年）4月に、日本国有鉄道（国鉄）が決定した東北新幹線建設の計画では、上野駅は建設されないことになっており、上野恩賜公園の地下をトンネルで抜けて東京駅に向かうことになっていた。しかし上野駅の地元台東区では、東北新幹線を上野駅に乗り入れるように繰り返し陳情を行い、また東京都知事は新幹線通過による不忍池などへの環境上の影響を懸念して上野恩賜公園直下ルートに難色を示していた。
さらに東京駅で東北新幹線用に2面のプラットホームを用意する予定であったが、この頃車両故障などが相次いで混乱していた東海道新幹線のダイヤ上の余裕を増すために、東北新幹線のプラットホーム用に予定していたスペースのうち1面分を東海道新幹線用に使用することになった。残りの1面では東北・上越の両方の新幹線の列車を受け入れることは難しいと考えられ、サブターミナルとして上野駅を設けることも検討されるようになった。
こうして1977年（昭和52年）11月26日の国鉄理事会で上野駅設置が正式決定され、新幹線のルートは大きく東側に曲げられることになった。東北新幹線の上野 - 大宮駅間は、1985年（昭和60年）3月14日に開通した。
こうして上野駅まで新幹線が開通すれば、とりあえず東京都内まで東北新幹線が運転できるようになることもあり、さらに巨額の工事費用をかけて東京駅まで延長する必要はないのではないかという声が出てきた。
東北新幹線上野開業前の1983年（昭和58年）8月に、国鉄再建監理委員会の緊急提言により、東京 - 上野間の工事は約50パーセントの進捗率に達した時点で凍結となった。しかし国鉄としてはあくまで東京駅までの開業を望んでおり、様々な名目で部分的な工事を行っていた。さらに、一時は新幹線建設に対する反対運動もあった沿線では、着工されていた工事により街並みが歯抜けのような状態となっており、工事凍結解除を求める陳情を行った。
こうした動きに、日本国政府の姿勢も変化し、約630億円の工費が既に投じられていたこともあって、国鉄分割民営化に際して、工事凍結は解除されることになった。これにより、第1上野トンネルも建設されることになった。

## 建設計画

### 建設担当
1987年（昭和62年）4月1日の国鉄分割民営化に際して、それまで国鉄が保有してきた新幹線は新幹線鉄道保有機構が保有することになり、各JRは機構に対して線路使用料を払って線路を借り受けて使用することになった。これにより、国鉄が一部施工していた東京 - 上野間の東北新幹線の設備についても新幹線鉄道保有機構が承継することになった。このため東京 - 上野間の建設主体は新幹線鉄道保有機構とされたが、建設に当たっては在来線の支障移転や東京駅・上野駅の接続工事など、設計・施工に関する協議や調整をJR東日本と行う必要があることから、JR東日本に建設を委託することが効率的であると判断され、実際の施工はJR東日本に業務委託され、同社の東京工事事務所と東京電気工事事務所が施工に当たった。
なおその後、JRの経営基盤の強化や国鉄長期債務の返済、純民営化の推進等を目的として、新幹線鉄道保有機構の保有する新幹線設備はJR各社に売却されることになり、東京 - 上野間の開業後まもない1991年（平成3年）10月1日付で実行された。これによりJR東日本がこの区間について所有も運営も行うことになった。

### 線形
第1上野トンネルは、起点側の箱型断面トンネルと終点側の円形断面トンネルから構成されている。
箱型断面トンネル区間は、東京起点2キロ370メートルから2キロ960メートル45までの延長590メートル45で、縦断勾配は下り列車に対して下り25パーミル、曲線は存在しない。用地買収をできるだけ少なくするために、この区間はJRの用地内と在来線高架橋下を選んで建設された。このうち、通常の開削工法で建設された約150メートル区間を秋葉原南部トンネル、在来線高架橋の4線（京浜東北線南行と電留線3線）の下にアンダーピニングを行いながら建設された約440メートル区間を秋葉原北部トンネルとも呼んでいる。
円形断面トンネル区間は、東京起点2キロ960メートル45から3キロ484メートル80までの延長524メートル35で、縦断勾配は下り列車に対して下り25パーミルから途中3キロ228メートル42地点で水平となる。この区間を御徒町トンネルとも呼んでいる。またこれより上野駅側の3キロ484メートル80から3キロ503メートルまで、延長18メートル20の上野立坑が存在する。途中、下り列車に対して右に半径615メートルの曲線が存在する。トンネル建設時点ではまだ存在していなかったが、春日通りの地下に建設予定の都営地下鉄12号線（後の都営地下鉄大江戸線）と交差予定が当初からあった。トンネルの区間は主に上野・御徒町周辺の商業ビル・雑居ビルの下を通過しており、春日通りの南側で次第に在来線の高架直下に入る。上野駅の構内配線上、東京起点3キロ460メートル付近に分岐器を挿入する必要があり、この部分のトンネル断面は直径15メートル程度が必要となった。この断面でシールド工法を施工することは前例がなく技術的に相当な困難が見込まれ、かつ不経済であることもあり、立坑から分岐器部分を通過して通常のシールドトンネル断面で建設可能となるまでの26メートル60（3キロ458メートル20 - 3キロ484メートル80）については山岳トンネル工法で建設された。これ以外の御徒町トンネルは、シールド工法で建設されている。
なお25パーミルの勾配は、新幹線鉄道構造規則で許される上限を超えたもので、運輸大臣の特別認可を受けている。

## 建設

### 秋葉原南部トンネル
秋葉原南部トンネル区間は、鉄建建設が土木工事を担当した。秋葉原駅構内に位置しており、1974年（昭和49年）に秋葉原駅の貨物扱いを廃止したうえで既設高架橋を撤去し、そこを開削工法で建設した。またトンネル入口の手前はU型擁壁区間となっている。

### 秋葉原北部トンネル
秋葉原北部トンネル区間は、大成建設が土木工事を担当した。この区間は、在来線の高架橋の下にトンネルを構築するもので、トンネルに支障する既存の基礎構造の代わりとなる新しい基礎を造りなおして、上部構造物の重量をそちらに受け替えた上で、従来の基礎を撤去する、アンダーピニングと呼ばれる工事を行った。アンダーピニングの対象となるのは、京浜東北線の南行と留置線3本を載せた高架橋で、フラットスラブ形式、ビームスラブラーメン形式、壁式ラーメン形式の3種類から構成されている。また西側に山手線外回り、内回り、京浜東北線北行の3線が通る単純スラブ式高架橋が隣接している。これらの高架橋の下、地表面下10.5メートルから23.0メートルの位置に箱型ラーメン形式のトンネル躯体を構築した。トンネルの標準断面は、内部の幅で9,560ミリ、高さ7,450ミリある。
アンダーピニングでは通常、添梁や受桁を構築して上部構造物の重量を受け替えるが、秋葉原北部トンネルではその代わりにPCスラブを用いた点が特徴となっている。アンダーピニングの工法選定に当たっては、添梁・受桁方式、PCスラブ方式、鋼管杭方式、上層梁工事桁仮受け方式の4種類を比較検討し、作業スペースとして在来高架橋下を広く有効利用できることや、杭打ちより先にPCスラブを施工するために不等沈下に対する防護ができることなどから、PCスラブ方式が採用された。
施工の手順はまずトンネルの両側になる部分に土留となる直径800ミリの柱列TBH杭を深さ28メートルまで打ち込む。この際に東側は一部区道16号線にはみ出して工事が行われている。続いて、在来高架橋のフーチング（地中に埋められている基礎の底板部分）を露出させるまで掘削し、フーチング全体を囲うようにPCスラブを施工する。このPCスラブの上から直径1,270ミリの場所打ち杭2本を深さ13メートルまで、直径1,500ミリの場所打ち杭1本を深さ28メートルまで打ち込む。このPCスラブの下を掘削して、既存の杭基礎を撤去し、トンネル躯体上面となる部分を施工して高架橋の橋脚との間をコンクリートで埋める。両側の土留杭を支える横方向の支保工を組み立てながら、躯体上面より下部を掘削していき、トンネル躯体を下部から順に構築する。躯体完成後に隙間をコンクリートで埋め、躯体内を通っていた直径1,500ミリの場所打ち杭を撤去して完成となった。

### 御徒町トンネル
御徒町トンネル区間は、熊谷組が土木工事を担当した。上野立坑を発進基地として御徒町立坑へと施工された。ただし御徒町立坑自体は秋葉原北部トンネル側に含まれている。
上野立坑は、上野駅前の国道4号中に建設された。通常シールドマシンを発進させる立坑はシールド発進位置そのものに建設するが、地上の建物や道路の使用状況、地下構造物などに制約されてこの位置に建設されることになった。線形の節で説明したように、上野駅構内配線に伴う分岐器挿入の必要性から、この縦坑から約26メートルに渡って大きな断面で建設する必要性があった。この区間は、開削工法、シールドトンネルで建設して後に必要な断面に切り広げる方法、山岳トンネル工法の3種類の方式を検討した。開削工法では国道4号の交通遮断が発生することや、横断歩道橋や地下道の仮受けが必要になること、交差点中に大きな設備を設置できないことなどから見送られ、またシールドトンネルの切り広げは当初検討された方法であったが、区分地上権の設定遅れによりシールドマシンを発進できる時期が不確実であったため、他の工事の影響を受けずに先行施工できる山岳トンネル工法で建設することになった。
山岳トンネル区間の施工に当たっては、地盤沈下の防止方法として凍結工法や薬液注入工法も検討されたが、施工後の処置の問題からパイプルーフ工法が選択された。パイプルーフ工法は、鋼管を圧入機で挿入してトンネルの天井や壁の部分に並べて、トンネル掘削時の防護を行う工法である。鋼管は直径812.8ミリ、厚さ12ミリのものを使用した。パイプルーフ内部では、上半部はしっかりとした地質で湧水も少ないとされたが、下部は湧水が多いと考えられたため、分割して掘削が行われ、パイプルーフを支える支保工を組み立てながら工事した。山岳トンネル区間の断面は、もっとも広い部分で内空幅15.2メートルとなっている。
山岳トンネル区間以外はシールド工法で掘削されたが、この区間は被圧地下水を有する崩壊性の滞水砂層であり、トンネル掘削の最前端である切羽の崩壊防止や地盤沈下の防止対策が必要とされた。坑内の気圧を高めることで地下水の浸透を抑えることはできるが、高い気圧を常時用いると作業環境が悪化し効率も低下する上に、近くの井戸へ圧気が噴き出したり地下室などに酸欠空気が漏れだしたりする問題を起こすことになる。そこで地盤改良のための薬液注入を行うことになった。しかし、ほとんどの区間で私有地の地下を通過するため、地表からの薬液注入は困難であった。またシールドトンネルの本坑を掘削するときに同時に薬液注入を行うと、作業が競合して工程の遅延を来す問題があった。そこで事前に断面の小さなパイロットトンネルを掘削して、そのパイロットトンネル内から薬液注入を行うことになった。
パイロットトンネルは外径3.55メートルあり、推進力960トンの小型の手掘り式シールドマシンが用意された。またトンネル壁面を覆うセグメントはスチール製のものを採用し、7ピース式の幅75センチメートルのセグメントとなった。パイロットトンネルはできるだけ本坑の中心となる場所を通すように施工されたが、掘削始点から50 - 120メートル付近において区分地上権の設定が終わっていない場所があったため、半径200メートルの曲線を4か所設けてこれを回避している。また基本的に水平に掘ったが、始点から190メートル付近の全長30メートル区間に26パーミルの上り勾配を設定した。パイロットトンネルの初期掘進区間25メートルは平均日進約1.9メートル、本掘進445メートルは平均日進約4.5メートルとなった。途中、区分地上権の設定遅れにより工事の中断もあったが、おおむね1年3か月ほどで順調にパイロットトンネルが施工された。
本来の断面でのトンネルでは、第2上野トンネルにおいてトンネル外径12.66メートルであったところを、12.5メートルに縮小している。断面決定に当たっては、最高速度を110 km/hに抑えた前提での建築限界を採用している。建設に使用するシールドマシンは、この頃既に機械化された密閉型機械掘り式が主流となっていたが、第1上野トンネルでは春日通り地下において連続地中壁を破砕する必要があったために手掘り式が採用された。この連続地中壁は、後に都営地下鉄12号線を工事する際に、在来線の高架橋の基礎に影響を与えないようにするために事前に建設されていたもので、パイロットトンネルは壁の下をくぐって通り抜けていたが、本トンネルでは上部が壁に当たるために、地中でこの壁を一部撤去して通過する必要があった。
用意されたシールドマシンは、総重量1,300トン、ジャッキの総推力は12,000トンのオープンタイプ半機械掘り形式のものであった。セグメントの分割数は11、セグメント幅は1.1メートルとされた。地山の条件が悪く、断面積が大きく、また連続地中壁の撤去作業が必要であることなどを考慮して、シールドマシン上部には、地山の中にあらかじめ貫入させることのできるカッティングムーバブルフードを装備した。また切羽の段切りができるように上段と中段にスライドデッキを装備している。途中都営地下鉄12号線交差部では、第1上野トンネルの断面上部を約1.5メートル切り欠く形で都営地下鉄12号線が通過することになるため、あらかじめこの17メートル区間についてはそれに対応した特殊な覆工を行った。また、パイロットトンネル内からの薬液注入に加えて、シールド内の空気圧を高める圧気工法を用いて地山の安定化対策としている。
本坑のトンネルは1987年（昭和62年）7月10日に初期掘進を開始した。しかしこの時点で、掘削始点から約50メートルの地点で区分地上権設定が未了の場所があり、その場所に到達してもなお交渉が妥結していなかったため工事が中断した。結果的に交渉による妥結はできず、東京都収用委員会に対して土地収用の申請を行った。1989年（平成元年）4月17日に裁決され、18か月あまりの工事中断を経て5月2日に再着工した。
都営地下鉄12号線の連続地下壁は春日通りの地下に2本並行して建設されており、上野側の地下壁は1989年（平成元年）11月25日から12月15日にかけて取り壊しを行って通過した。その後、12月25日から1月20日にかけて東京側の地下壁の取り壊しを行った。取り壊し完了後、シールドマシンを再発進させてやや前進した1990年（平成2年）1月22日15時頃に、陥没事故が発生した。
陥没事故が発生したのは、御徒町駅の北口付近の春日通りであり、道路が幅約12メートル、長さ約10メートル、深さ最大5メートルに渡って陥没した。これにより通行中の自動車2台、オートバイ1台、駐車中の自動車1台が陥没した穴に転落した。陥没と同時に噴発が発生し、約300立方メートルに及ぶ土砂が高さ10メートル、半径40メートルにわたって飛び散った。運転者および同乗者、また噴発した土砂に当たった通行中の歩行者など、17名が負傷したほか、駐車中の自動車などが損壊した。他に陥没箇所に埋められていた下水道の管路が破損して、陥没箇所に下水が流入した。
事故発生後、山手線と京浜東北線は陥没事故による高架橋への影響を懸念して一時的に運転が見合わせられ、再開後も最徐行での運転が行われた。消防・警察による救助活動と現場検証が行われたのち、周辺の清掃と土嚢や土砂による埋戻し、下水管の復旧、路面の舗装復旧などが行われ、事故翌日の1月23日の8時30分に春日通りが開通した。
事故後の原因調査では、薬液注入の不正が行われていたことが判明した。地盤の強化や止水の目的で、パイロットトンネル内からボーリングを行って薬液注入を行っていたはずであったが、実際には設計量を大幅に下回る量しか注入されていなかった。ボーリングは、設計上実施することになっていた数に比べると、平均して4 - 5本に1本程度しか実際に行っておらず、それ以外の穴は表面付近のみに穴を開けて蓋をすることでごまかしていた。実際にボーリングを行った穴では、平均すると設計量の約2.3倍の薬液注入を行ったが、総合計すると設計量の半分程度の薬液注入となった。注入穴が少なかったため、均一に分散した注入とならなかったものとされる。現場からJRに報告のために提出されたチャートや写真は偽装が行われており、薬液の納入業者も伝票偽造に協力していた。もともと、元請から下請けへの発注額に無理があり、その採算を合わせるために手抜きが行われたのではないかとされる。組織的な手抜きの指示と隠蔽工作が行われたとして、東京労働基準局上野労働基準監督署に労働安全衛生法違反で書類送検され、企業としての熊谷組と、当時の上野作業所長が罰金30万円の略式命令を受けた。
事故原因の究明と安全対策を行った後、東京都から工事の再開許可が出たのは事故から半年後の7月12日となった。その後薬液の再注入などを行って、同年9月5日にシールドマシンが秋葉原北部トンネルへ到達した。初期掘進の75メートルに対して平均日進0.9メートル、本掘進の421メートルに対して平均日進1.9メートルであった。

## 完成
トンネルが完成後、東京 - 上野間のレール締結式が行われ、1991年（平成3年）4月2日、4日、6日の3日にわたって、総合試験車および営業車両を用いて軌道や架線、信号設備の状態の確認が行われた。運転士の訓練運転は、4月10日から6月9日までのおよそ2か月行われた。この際には、上野駅の営業運転での使用状況などから試運転専用のダイヤを用意することはできず、当初から東京開業時のダイヤグラムを設定した上で、東京 - 上野間を営業上は運休扱いとして運転することになった。こうして、1991年（平成3年）6月20日に東京 - 上野間の開通とともに、第1上野トンネルも供用開始された。

### 書籍
- 『東北新幹線工事誌 東京・上野間』東日本旅客鉄道、1992年3月。
- 『東北新幹線工事誌 上野・大宮間』日本国有鉄道、1986年2月。
- 山之内秀一郎『東北・上越新幹線』（初版）JTB、2002年12月1日。
- 高松良晴『新幹線ネットワークはこうつくられた』（第1刷）交通新聞社、2017年10月16日。

### 論文・雑誌記事
- 橋本徹二・阿部勇夫・山石武「東北新幹線御徒町トンネルパイプルーフ部施工について」『東工』第34巻第2号、日本国有鉄道第一東京工事局、1984年3月、272 - 281頁。
- 清水満「東北新幹線第一上野トンネルの設計」『東工』第37巻第1号、日本国有鉄道第一東京工事局、1987年1月、57 - 62頁。
- 黒坂政喜「御徒町パイロットトンネルの施工について」『東工』第37巻第1号、日本国有鉄道第一東京工事局、1987年1月、63 - 70頁。
- 根征喜・東博秋「秋葉原北部トンネルの被圧水対策について」『東工』第37巻第1号、日本国有鉄道第一東京工事局、1987年1月、71 - 85頁。
- 久谷與四郎「御徒町トンネル工事の噴発事故 都市トンネル関係者への警鐘」『安全と健康』第7巻第7号、中央労働災害防止協会、2006年7月、730 - 733頁。